# Calommata signata
Calommata signata är en spindelart som beskrevs av Karsch 1879. Calommata signata ingår i släktet Calommata och familjen pungnätsspindlar. Inga underarter finns listade.